# Мистида
Мисти́да (др.-греч. Μυστις) — персонаж древнегреческой мифологии, нимфа, одна из кормилиц маленького Диониса.
Упоминается в позднеантичной поэме Нонна Панополитанского «Деяния Диониса». Согласно Нонна, именно Мистида была изобретательницей символов и обрядов последующих мистерий:
- она якобы ухаживала за Дионисом, не смыкая глаз, из-за чего мистерии проходили ночью;
- Мистида играла с Дионисом погремушкой, из-за чего в мистериях стали использовать ударные музыкальные инструменты — кимвалы;
- кормилица убаюкивала Диониса танцем, из-за чего танец стал неотъемлемой частью мистерий;
- она плела венки и украшала своё тело побегами виноградной лозы, в результате чего так же стали поступать участницы мистерий — вакханки;
- кормилица также якобы изобрела тирсы — увитые плющом или виноградом жезлы, использовавшиеся вакханками[1][2].

Нонн также писал, что якобы от имени Мистиды произошло само слово «мистерии», но современные филологи считают, что её имя Μυστις означает лишь «посвящённый/-ая в таинство».